# Prauthoy
Prauthoy est une ancienne commune française, située dans le département de la Haute-Marne en région Grand Est. Ses habitants sont les Prauthoyens, surnommés les Boïas. Elle est, depuis janvier 2016, partie intégrante de la commune nouvelle appelée Le Montsaugeonnais.

## Histoire
Ancienneté et évolution du nom « Prauthoy » :
- Les archives de l'abbaye d'Auberive donnent en 1179 « Prautheyum » ;
- Les archives de Notre-Dame-aux-Nonnains attestent en 1229 la forme « Prauthe » ;
- « Prauthoy » est avéré dès 1464.

### Protohistoire
Un tumulus de la Tène ancienne a été éventré en 1821 à l'est du village : « mise en évidence de plusieurs squelettes sous plusieurs pieds de pierres qui étaient régulièrement posées par assises et paraissaient n'avoir jamais été déplacées.. ». Le mobilier découvert comprend un torque en bronze, trois bracelets en bronze, et une fibule en bronze qui ont été déposés au Musée de Langres et dont M. Pistolet de Saint-Fargeau a publié des dessins.

### Antiquité
Prauthoy est établie sur la voie romaine de Langres à Lyon (actuelle Départementale 974). Ses coteaux produisent d'excellents vins, surtout la côte de Chanois. On y exploitait des mines de fer à grains.

### Moyen Âge
La paroisse de Prauthoy est un ancien prieuré bénédictin, l'église actuelle dédiée à Saint Piat a été construite au Modèle:XI-XIIe siècle dans le style roman. Prauthoy est mentionné dans le temporel de l'évêché de Langres en 1164.
Il y avait sur une hauteur à l'ouest du village, accessible par le « chemin de La Citadelle » en face de l'église, un château fort détruit depuis très longtemps dont les possesseurs sont mal connus. Au XIIIe siècle, Émeline de Prauthoy apporte une partie de la seigneurie à Pierre de Montsaugeon; en 1251 et les années suivantes, ils vendent tout ce qu'ils possèdent à l'évêque de Langres.

Comme seigneur principal de Prauthoy jusqu'à la Révolution, l'évêque de Langres avait son hôtel à Châtoillenot pour lequel il pouvait exiger des habitants de Prauthoy « des lits de plume, drap et couvertures ». Il avait un four banal et faisait rendre la justice par un maire héréditaire dépendant de la prévôté de Montsaugeon. 

La partie laïque de la seigneurerie, beaucoup moins importante, appartenait un temps à la famille de Bauffremont.

### Epoque moderne
Au milieu du XVIIe siècle, Didier Raillard, demeurant à Isôme, gentilhomme servant de Monseigneur le Prince de Condé, se disait seigneur en partie de Prauthoy. Le 25 mai 1789, cette partie de la seigneurie qui comprenait les mines de fer est achetée par Pierre Coroillon de Melville (1753-1796), fermier des recettes du Comte d'Artois. N'ayant pas d'alliance, à sa mort en 1796 son frère Abel Coroillon de Vandeuve (1746-1813) en hérite et devient maître de forge. Après la mort de sa femme Marie-Angélique Diderot, fille du philosophe, à Paris en 1824, les terrains sont rachetés par Jean Huin (1770-1835), régisseur de la forge, marié à Marie Coroillon (1768-1820) cousine des autres, pour en doter sa fille Marie-Christine Huin pour son mariage le 5 juillet 1824 avec Claude-Bernard Borthon qui lui succède comme régisseur de la forge de Prauthoy.

### Epoque contemporaine

#### Guerre de 1870, combat du 28 janvier 1871
Le 28 janvier 1871, durant la guerre franco-prussienne, le combat de Prauthoy fut le dernier exploit des troupes de la garnison de Langres qui chassèrent les Allemands du village.

## Politique et administration
| Période      | Période   | Identité           | Étiquette      | Qualité               |
| ------------ | --------- | ------------------ | -------------- | --------------------- |
| janvier 2016 | mars 2020 | Sylvain Della Casa | Sans étiquette | Garagiste             |
| mars 2020    | En cours  | Frédéric Dubois    | Sans étiquette | Pompier professionnel |

| Période   | Période       | Identité           | Étiquette      | Qualité |
| --------- | ------------- | ------------------ | -------------- | --- |
| 1942      | 1971          | Pierre Mathey      | RGR-Rad.       | Exploitant agricole Nommé conseiller départemental (1943-1945) Conseiller général (1945-1955) Sénateur (1955-1972) |
| 1971      | 1977          | Paul Aubertin      | Sans étiquette | |
| 1977      | 1995          | Marcel Pernot      | DVD            | |
| 1995      | 2001          | Philippe Badet     | Sans étiquette | Ingénieur |
| mars 2001 | décembre 2015 | Sylvain Della Casa | Sans étiquette | Garagiste |

## Population et société

### Démographie

#### Évolution démographique
L'évolution du nombre d'habitants est connue à travers les recensements de la population effectués dans la commune depuis 1793. À partir du 1er janvier 2009, les populations légales des communes sont publiées annuellement dans le cadre d'un recensement qui repose désormais sur une collecte d'information annuelle, concernant successivement tous les territoires communaux au cours d'une période de cinq ans. 
Pour les communes de moins de 10 000 habitants, une enquête de recensement portant sur toute la population est réalisée tous les cinq ans, les populations légales des années intermédiaires étant quant à elles estimées par interpolation ou extrapolation. Pour la commune, le premier recensement exhaustif entrant dans le cadre du nouveau dispositif a été réalisé en 2008,.
En 2013, la commune comptait 491 habitants, en évolution de −3,35 % par rapport à 2008 (Haute-Marne : −2,45 %, France hors Mayotte : +2,49 %).
| 1793 | 1800 | 1806 | 1821 | 1831 | 1836 | 1841 | 1846 | 1851 |
| ---- | ---- | ---- | ---- | ---- | ---- | ---- | ---- | ---- |
| 680  | 654  | 685  | 752  | 680  | 676  | 682  | 745  | 755  |

| 1856 | 1861 | 1866 | 1872 | 1876 | 1881 | 1886 | 1891 | 1896 |
| ---- | ---- | ---- | ---- | ---- | ---- | ---- | ---- | ---- |
| 690  | 706  | 705  | 700  | 890  | 673  | 664  | 640  | 609  |

| 1901 | 1906 | 1911 | 1921 | 1926 | 1931 | 1936 | 1946 | 1954 |
| ---- | ---- | ---- | ---- | ---- | ---- | ---- | ---- | ---- |
| 585  | 594  | 572  | 457  | 444  | 448  | 445  | 420  | 403  |

| 1962 | 1968 | 1975 | 1982 | 1990 | 1999 | 2008 | 2013 | - |
| ---- | ---- | ---- | ---- | ---- | ---- | ---- | ---- | - |
| 428  | 410  | 448  | 536  | 520  | 514  | 508  | 491  | - |

## Héraldique
| Blason | Blasonnement : Coupé, au premier d'azur semé de fleurs de lys d'or, au sautoir de gueules brochant, au second vairé d'or et de gueules. Commentaires : Le blason associe deux armoiries : au premier, les armes de l'évêché de Langres, au second, celles de la maison de Bauffremont. |

## Lieux et monuments
- L'église paroissiale Saint-Piat construite au XIe – XIIe siècle est romane et classée monument historique en 1913.
- Citadelle, ancien château des seigneurs de Prauthoy, qui était situé en face de l'église de l'autre côté de la route, accessible par la "rue de la citadelle".
- Maison de maître dite Château de Prauthoy, aménagé en hôtel.
- Monument aux morts de la guerre de 1870

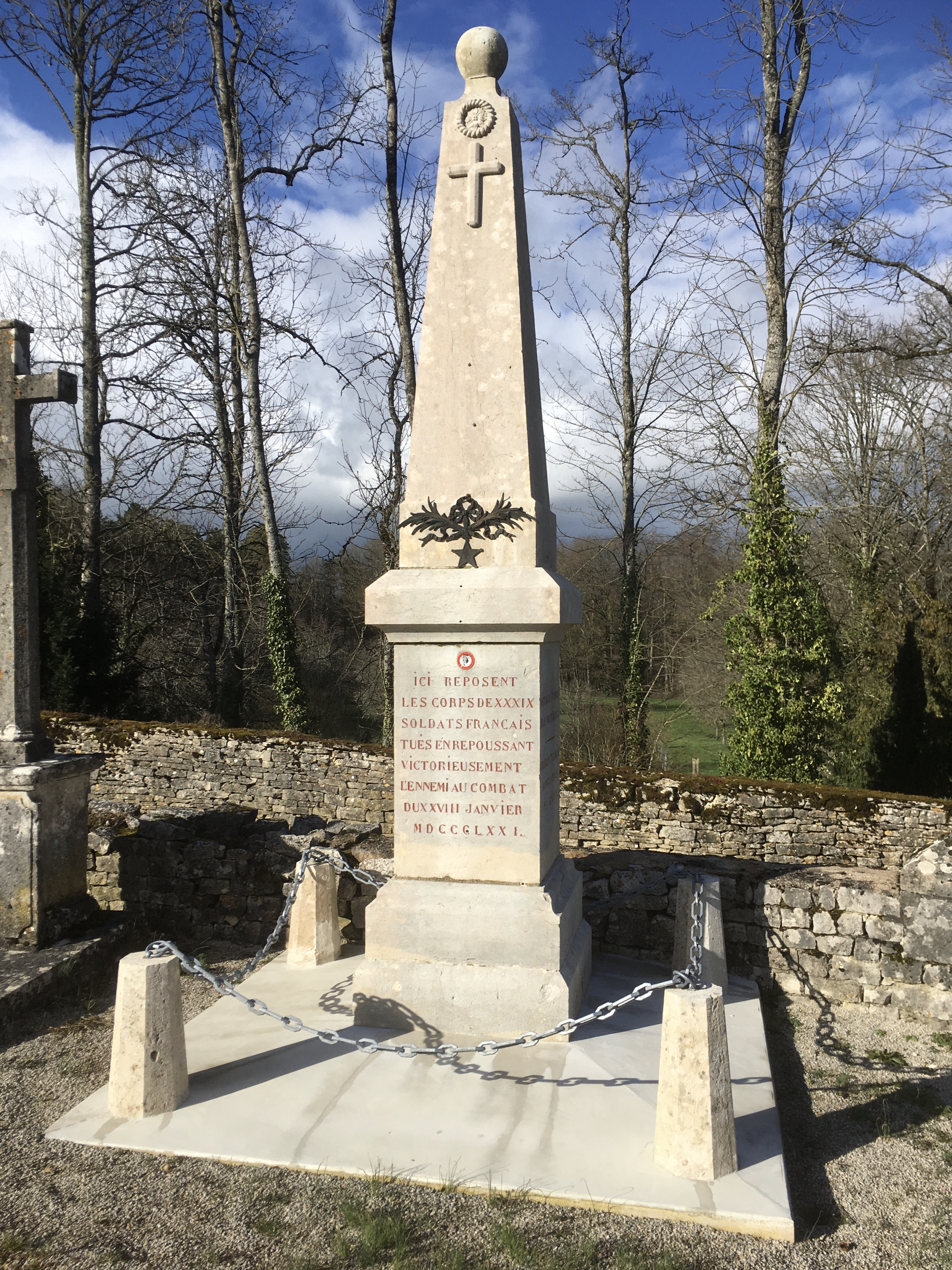
Cimetière de Prauthoy
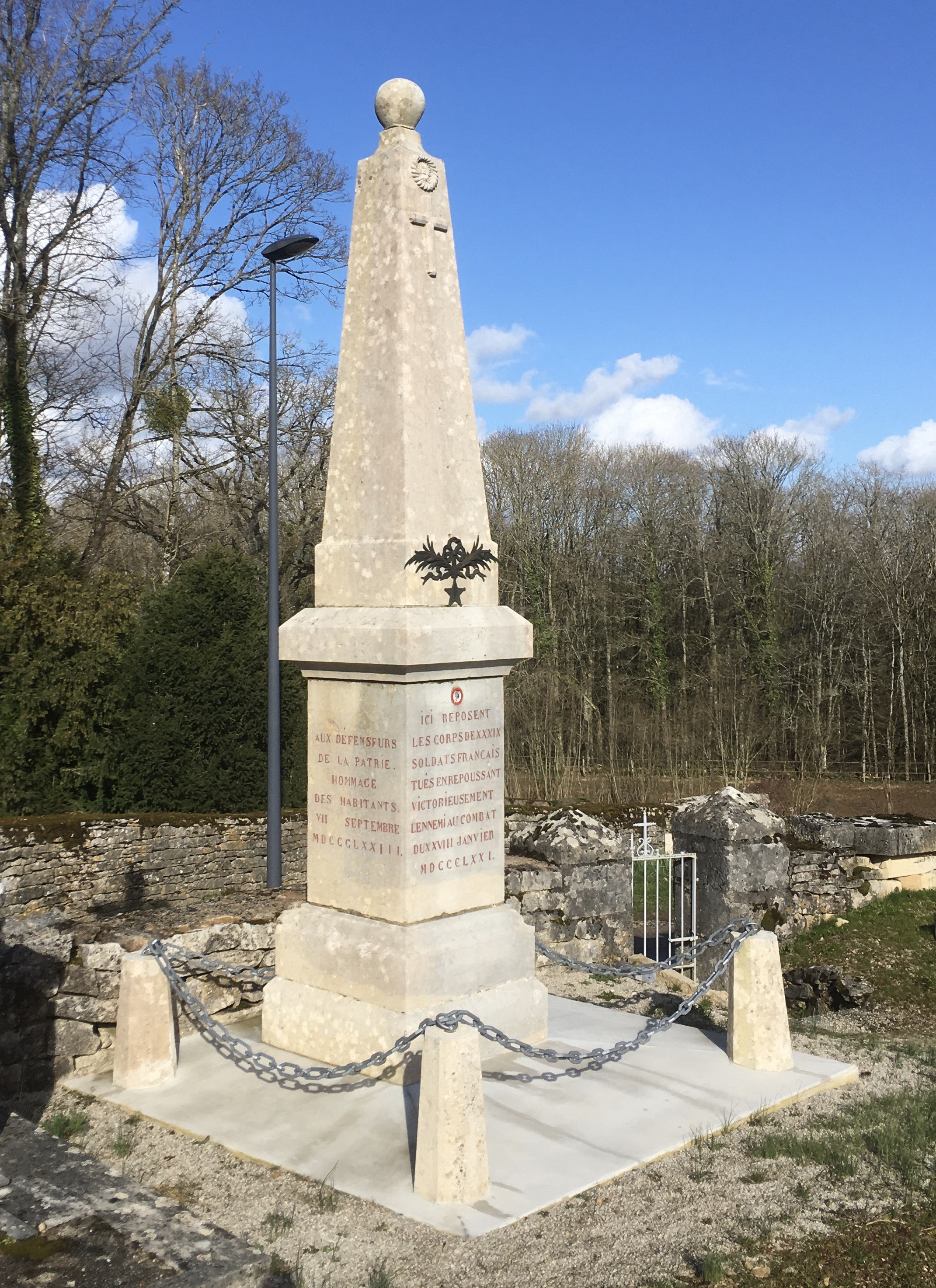
Cimetière de Prauthoy
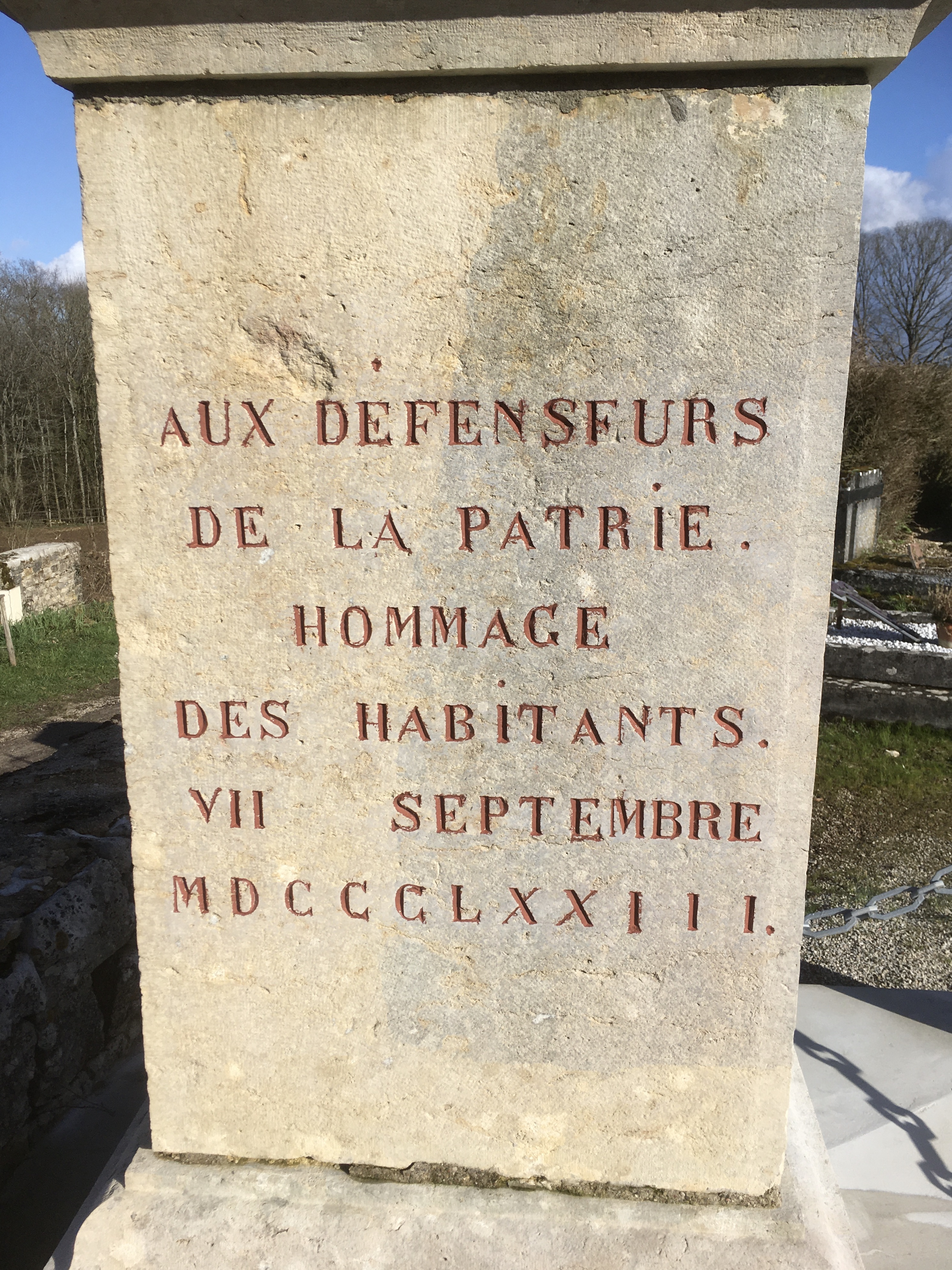
Monument aux morts de la guerre de 1870-71 à Prauthoy
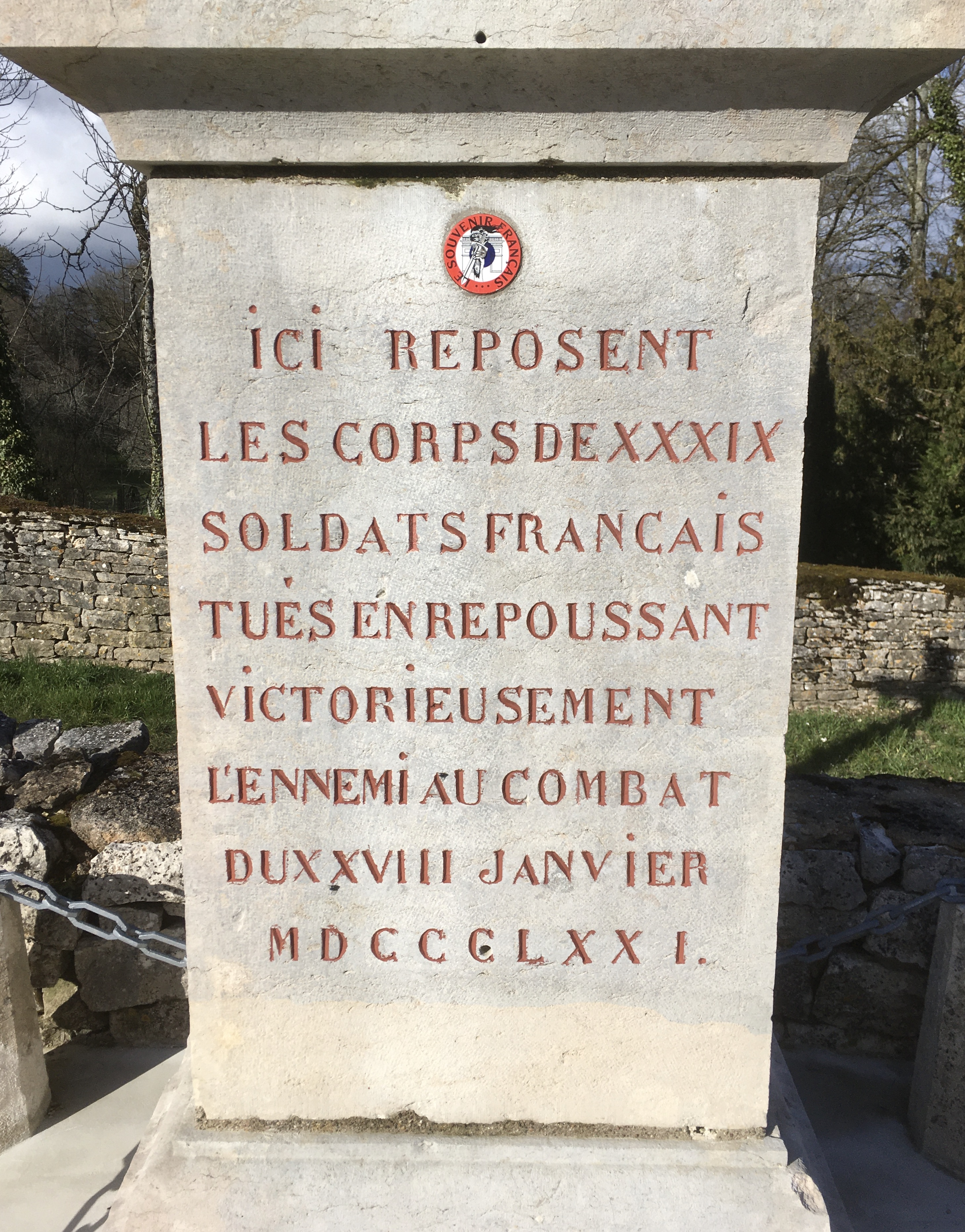
Monument aux morts de la guerre de 1870-71 à Prauthoy
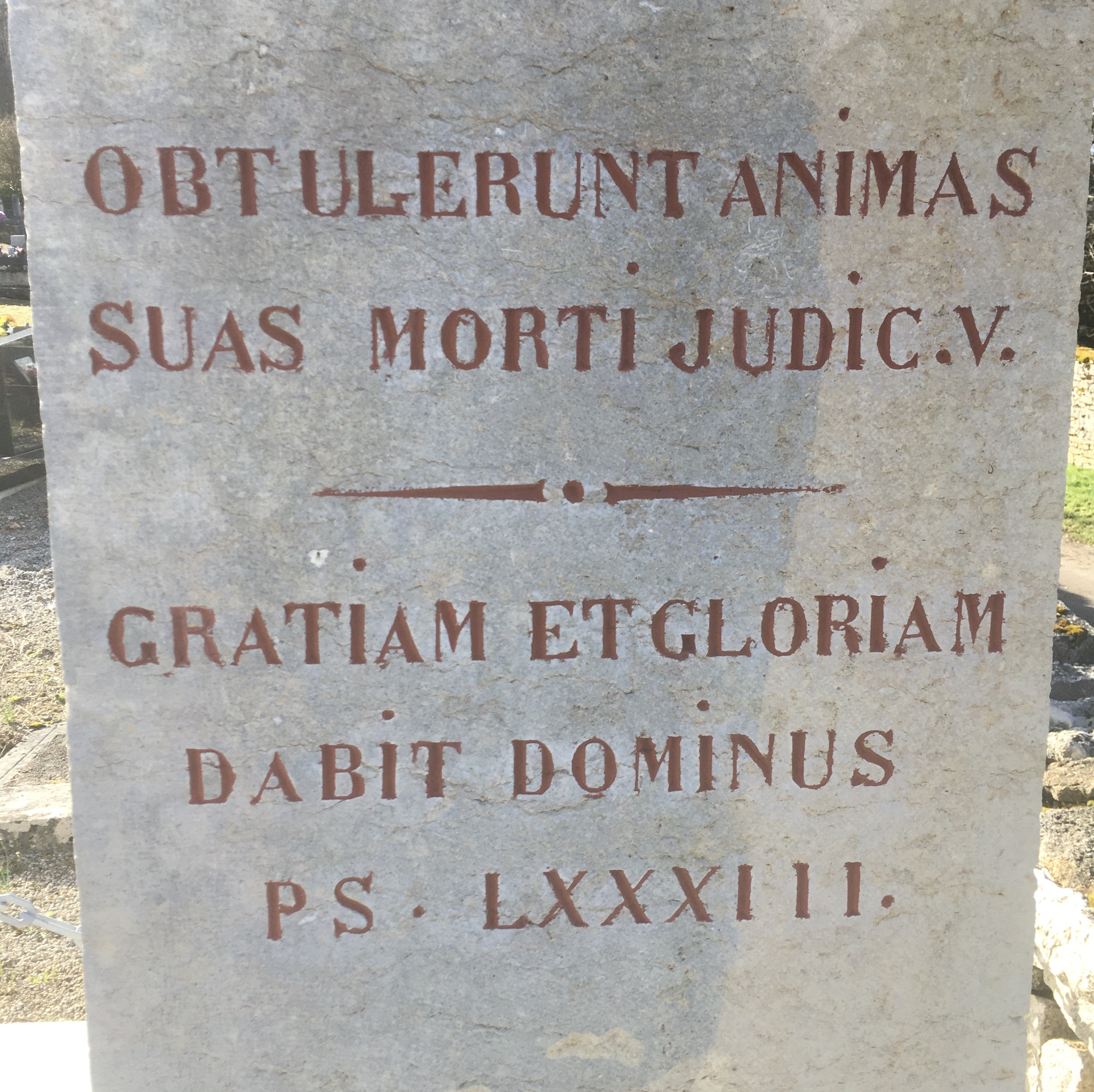
À ceux qui ont offert leur vie...le Seigneur donnera honneur et gloire.

## Personnalités liées à la commune
- Pierre Mathey né le 30 juillet 1890, mort le 27 novembre 1972, sénateur de la Haute-Marne, membre du groupe parlementaire gauche démocratique : élu le 19 juin 1955, réélu le 26 avril 1959 ; le 26 septembre 1965. Il a exercé la fonction de secrétaire du Sénat, membre de la commission des affaires culturelles.